# Mag Earwhig!
Mag earwhig! is het 11e studioalbum van de Amerikaanse indierockband Guided by Voices. Het album verscheen op 20 mei 1997. Een jaar eerder viel de toenmalige bezetting van de band uit elkaar. Zanger en frontman Robert Pollard besloot verder te gaan met de leden van Cobra Verde, waarmee hij dit album opnam.
Toen label Matador een demo ontving, vond men het album te veel als Cobra Verde-met-Robert-Pollard klinken. Daarop werden opnames, gemaakt door John Croslin en Gary King, een aantal opnames van de classic lineup gemaakt door John Shough en een aantal nummers van Tobin Sprout aan het album toegevoegd.

## Tracklist
Alle muziek en teksten zijn geschreven door Robert Pollard, tenzij anders aangegeven. 
| Nr. | Titel                                                                  | Duur |
| --- | ---------------------------------------------------------------------- | ---- |
| 1.  | Can't hear the revolution                                              | 1:36 |
| 2.  | Sad if I lost it                                                       | 3:10 |
| 3.  | I am a tree (Doug Gillard)                                             | 4:40 |
| 4.  | The old grunt                                                          | 1:28 |
| 5.  | Bulldog skin                                                           | 2:59 |
| 6.  | Are you faster? (Jim Pollard, R. Pollard, Tobin Sprout)                | 1:13 |
| 7.  | I am produced (R. Pollard, Sprout)                                     | 1:06 |
| 8.  | Knock 'em flyin                                                        | 1:52 |
| 9.  | Not behind the fighter jet                                             | 2:13 |
| 10. | Choking Tara                                                           | 1:24 |
| 11. | Hollow cheek                                                           | 0:32 |
| 12. | Portable men's society                                                 | 4:16 |
| 13. | Little lines                                                           | 2:02 |
| 14. | Learning to hunt                                                       | 2:24 |
| 15. | The finest joke is upon us                                             | 3:08 |
| 16. | Mag earwhig!                                                           | 0:39 |
| 17. | Now to war                                                             | 2:44 |
| 18. | Jane of the waking universe                                            | 2:25 |
| 19. | The colossus crawls west                                               | 2:13 |
| 20. | Mute superstar                                                         | 1:24 |
| 21. | Bomb in the bee-hive                                                   | 2:03 |
| 22. | Running off with the fun city girls (Bonustrack op de Japanse uitgave) | 2:01 |
| 23. | None of them any good (Bonustrack op de Japanse uitgave)               | 2:58 |

## Personeel

### Bezetting
- Robert Pollard, zang
- Doug Gillard, gitaar
- John Petkovic, gitaar
- Don Depew, bas
- Dave Swanson, drums
- Tobin Sprout, achtergrondzang op #1, gitaar en drums op #6, gitaar en keyboard op #7, gitaar, bas en achtergrondzang op #18, bas op #23
- Mitch Mitchell, bas op #9, #12, #13 en #20, gitaar op #18 en #23
- Kevin Fennell, drums op #8, #15, #18 en #23

### Productie
- John Shough, geluidstechnicus
- Roger Seiby, geluidstechnicus